# Georg Schürle

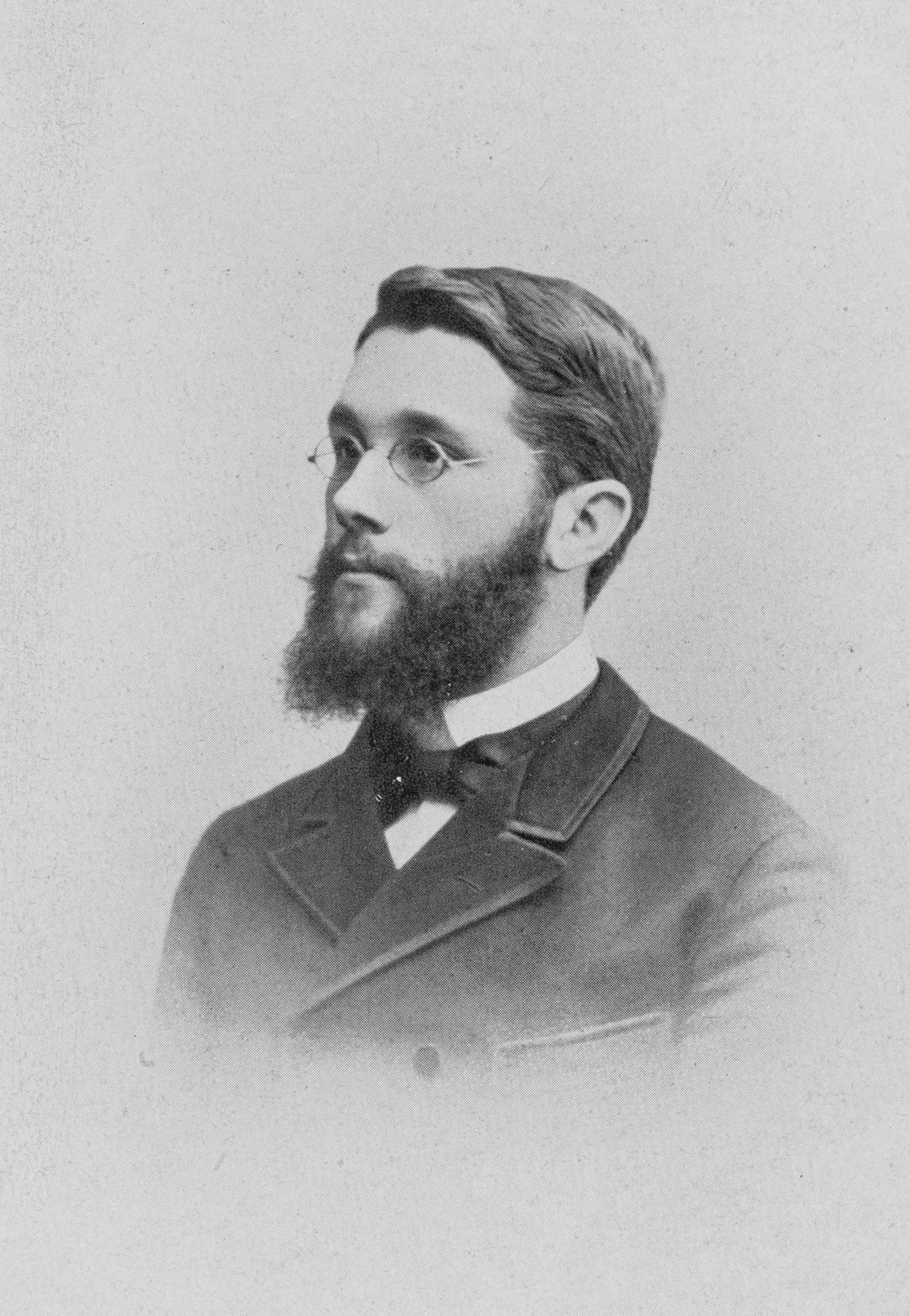
Georg Schürle

Georg Schürle (* 18. November 1870 in  Obergröningen, Königreich Württemberg; † 13. Oktober 1909 in Herisau) war ein deutscher Missionar. 

## Leben
Schürle war der Sohn eines Landwirts. Er besuchte die Präparanden-Anstalt in Esslingen und arbeitete anschließend fünf Jahre lang als Lehrer in unterschiedlichen württembergischen Orten. Ab 1894 ließ er sich in der Basler Mission zum Missionar ausbilden. 1897 wurde er nach Afrika gesandt, wo er in der Mittelschule in Lobetal in Kamerun unterrichtete. 1899 heiratete er Julie, geb. Gundert aus Calw. Aus der Ehe gingen sechs Kinder hervor. Von 1901 bis 1902 war Schürle wieder in Württemberg, bevor er  nach Edéa in Süd-Kamerun versetzt wurde, wo er bis 1908 blieb. Er starb während eines Urlaubs-Aufenthalts in der Schweiz.
Schürle erforschte einheimische Sprachen und verfasste die erste grundlegende Arbeit über die Bassa und deren Sprache Bassa und Volkstum.

## Schriften
- Die Sprache der Basa in Kamerun, Grammatik und Wörterbuch. L. Friederichen & Co., Hamburg 1912 (Abhandlungen des Hamburgischen Kolonialinstituts, Reihe B: Kulturgeschichte und Sprachen; 5) (Abhandlungen des Hamburgischen Kolonialinstituts; 8) (Digitalisat).